# Pouançay

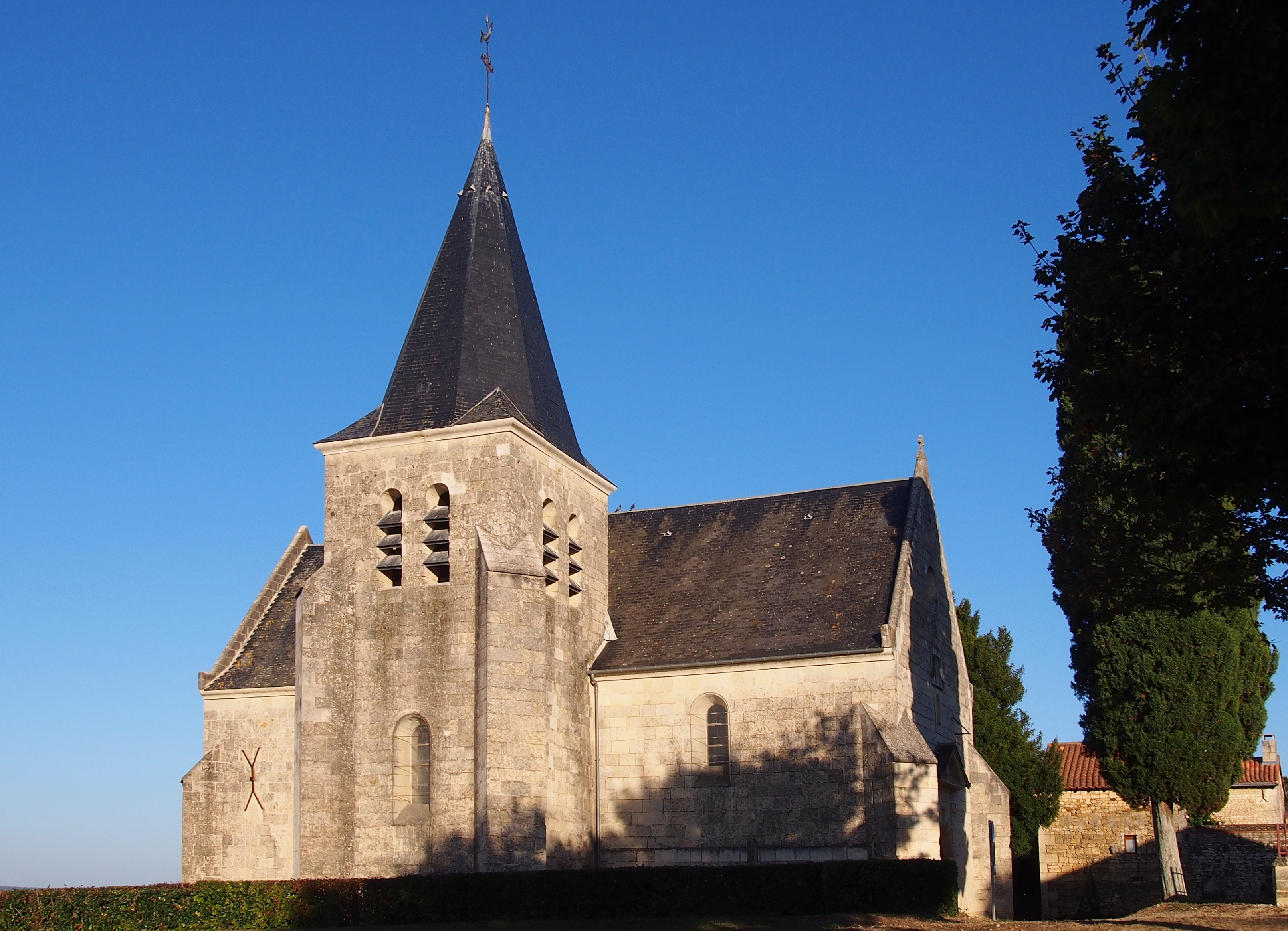
Kirche Saint-Hilaire

Pouançay ist eine französische Gemeinde mit 232 Einwohnern (Stand: 1. Januar 2022) im Département Vienne in der Region Nouvelle-Aquitaine (vor 2016 Poitou-Charentes); sie gehört zum Arrondissement Châtellerault und zum Kanton Loudun (bis 2015 Les Trois-Moutiers).

## Geographie
Pouançay liegt etwa 50 Kilometer nordnordwestlich von Poitiers am Canal de la Dive. Nachbargemeinden von Pouançay sind Montreuil-Bellay im Norden und Nordwesten, Épieds im Norden und Nordosten, Saint-Léger-de-Montbrillais im Osten, Berrie im Süden sowie Antoigné im Westen.

## Bevölkerungsentwicklung
| Jahr                       | 1962 | 1968 | 1975 | 1982 | 1990 | 1999 | 2006 | 2017 |
| Einwohner                  | 163  | 144  | 180  | 231  | 285  | 275  | 243  | 234  |
| Quellen: Cassini und INSEE |      |      |      |      |      |      |      |      |

## Sehenswürdigkeiten
- Kirche Saint-Hilaire aus dem 15. Jahrhundert, Umbauten aus dem 17. Jahrhundert